# 彰化梨春園曲館
彰化梨春園曲館是位於臺灣彰化縣彰化市的曲館，彰化傳統北管樂團「梨春園」的所轄設施，現為彰化縣歷史建築。

## 沿革
梨春園是由北管樂師楊應求於清嘉慶十六年（1811年）成立。其「梨春園」名稱則源自唐明皇風流文雅以歌舞為樂，並設立「梨園」之皇家樂團，曾以作曲、排演而極盛一時。與東門集樂軒、西門月華閣、北門繹如齋並列為彰化縣城的「彰化四大館」，因曾師承關係等因素分成了兩派，即集樂軒為主的「軒派」與梨春園的「園派」，月華閣與繹如齋則被歸為軒派，兩派之間競爭激烈，稱為「軒園咬」。此外梨春園曲館曾作為彰化南瑤宮老大媽會的駕前曲館使用，故又俗稱為「大媽館」，也曾擔任過彰化天后宮媽祖架前樂團、祭孔典禮樂團及關聖帝君祭典樂團等，農曆六月二十四日為該館的開館紀念日皆西秦王爺誕辰，曲館將會舉辦演排場大會，由北管子弟表演子弟戲，遵循曲館傳統祭祀古禮樂儀。
日治時期，梨春園曲館曾因地震影響導致建築結構歪斜，後來為了繼續使用而將土牆改為磚牆。民國七十一年（1982年）曾進行重修，聘請和美陳穎派進行彩繪工程。此外因地理師算座北朝南的梨春園並不是當年動土，故將於左廂外碑記上日期重刻為民國72年（西元1983年）正月吉旦。
2006年9月26日，梨春園曲館經彰化縣政府公告登錄為歷史建築，現建物構造體仍維持1933年（昭和8年）修建原貌。2016年，彰化縣文化局向文化部提出梨春園曲館修復及再利用計畫，並在2021年正式進行梨春園曲館修復工程，整體工事預計在2023年2月完工。

## 建築

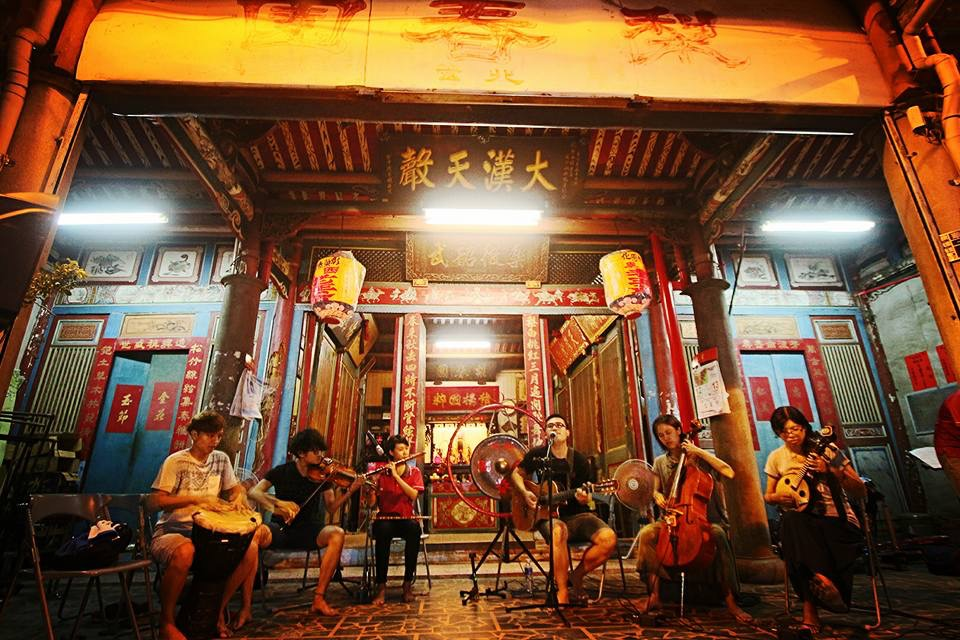
梨春園曲館

梨春園曲館座北朝南，面寬三開間一條龍形式，其建築平面格設有一殿、一前埕格局，正廳前方設有拜亭（步口）。正門前有捲棚頂之簷廊空間，並在前方設有廣場。
正門掛有昭和5年（1930年）由為南瑤宮眾輿前信士所敬立，彰化書畫家王蘭生（1891-1971）所書「樂徵韶武」匾落款「昭和庚什年荔月下院，為祝梨春園於嘉慶辛未歲創立百週年紀念」。
正廳兩旁亦有其墨跡。門聯為「梨白桃紅三月遍開歌舞地」「春來秋去四時不斷管弦聲」，其正廳則為主神的祀奉空間，亦為館員會議開會場所，現供奉西秦王爺，右室則供奉歷代先賢與將軍爺、牆壁掛樂友先輩圖、役員圖等圖像，至於左室現用作保存行政文等文物之儲藏空間、且仍保有先輩圖、制服、彩牌及二百多本戲曲抄本等文物。樑枋上為1982年整修工程時由彩匠師陳穎派所繪製彩畫，包括明間門楣之紅底八仙彩繪、民間故事、植物、文房器物等彩繪等。右後倉庫（右後次間）曾作為為館先（館先生）休息房，後改為倉庫使用。

## 外部連結
- 彰化梨春園曲館的Facebook專頁
- 梨春園北管樂團 - 臺灣文化入口網 （页面存档备份，存于）